# (10669) Herfordia
(10669) Herfordia est un astéroïde de la ceinture principale.

## Description
(10669) Herfordia est un astéroïde de la ceinture principale. Il fut découvert le 16 mars 1977 à La Silla par Hans-Emil Schuster. Il présente une orbite caractérisée par un demi-grand axe de 2,68 UA, une excentricité de 0,14 et une inclinaison de 12,3° par rapport à l'écliptique.

## Compléments